# Juan Sabeata
Juan Sabeata (1645–1692) era un dirigente indio Jumano en Texas que intentó forjar una alianza con los españoles o franceses de ayudar su pueblo contra las incursiones de los apaches en su territorio.

## Vida

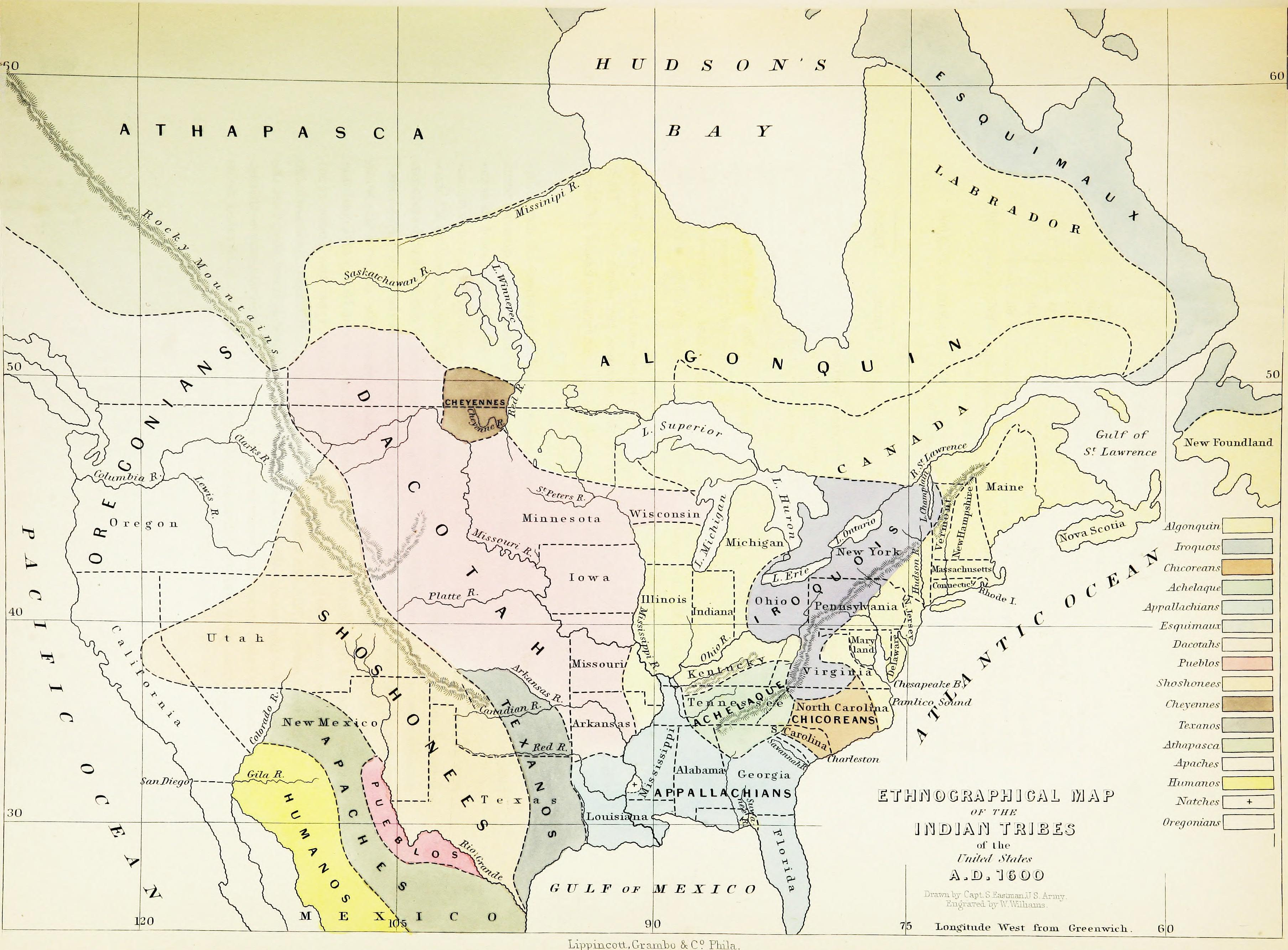
Mapa de las tribus indígenas de América del Norte en tiempos de Sabeata

Sabeata (también escrito Xaviata) nació después de 1640 en Las Humanas, en la actual Gran Quivira.  Sabeata emigró más tarde a la ciudad de Parral en México del norte.  Allí, fue bautizado como católico de adulto y dado el nombre cristiano de Juan. Destacó a partir de 1683 como dirigente de los indios jumanos y sus aliados. Sabeata aparentemente no hablaba español por lo que se comunicaba a través de un intérprete.

## Reunión con los españoles
En 1683, los españoles en la frontera norte eran vulnerables. La revuelta de los indios pueblo de 1680, dirigida por Popay, resultó en más de 400 muertes españolas y su expulsión de Nuevo México.  Los 2000 supervivientes retrocedieron a El Paso en Texas. 
Por ello, cuando una delegación de indios amistosos, al mando de Sabeata, llegaron a El Paso en octubre de 1683 fueron bienvenidos por los españoles.
Sabeata dijo que vivía en La Junta, lugar donde el río Conchos confluye con el río Grande, junto a la actual ciudad de Presidio, Texas.  Igualmente se definió como enviado por varias naciones indias para pedir que los españoles establecieran misiones cristianas en su territorio.  También solicitó ayuda española para los Jumanos y sus aliados contra las incursiones de los Apaches.  La mayoría de su tribu, explicó, habitaba las tierras al este de La Junta y estaba amenazada por los Apaches quienes vivían cerca.  Sabeata añadió que los Jumanos tenían buenas relaciones comerciales con 36 tribus diferentes.  Entre aquellas tribus se encontraban los indios tejas, parte de las tribus caddoanas que darían al territorio de Texas su nombre.  Además, Sabeata mencionó que "otros españoles" (posiblemente se refería a los franceses) comerciaban con los Tejas.
Fue una gran maniobra por parte de Sabeata entusiasmar el interés español en una "cosecha potencial de almas" entre los Jumanos y sus aliados además de crear preocupación entre los españoles sobre incursiones francesas en lo que supuestamente era territorio español.  Sabeata se aseguró el interés español tras hablar de que una batalla fue batalla por los Jumanos tras el descenso celestial de una cruz que los protegió de los ataques enemigos.  Envió dos representantes para tomar las dimensiones de la iglesia de El Paso, prometiendo construir dos iglesias similares en La Junta.

## La expedición de Domínguez de Mendoza

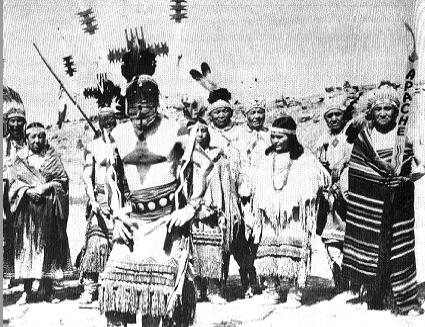
Los apaches representaban una amenaza para Sabeata.

En respuesta a la petición de Sabeata, tres sacerdotes españoles y una delegación grande de indígenas salieron de El Paso en dirección a La Junta donde encontraron que siete o más tribus asentadas allí habían construido iglesias y casas para los misioneros.  Los sacerdotes fueron seguidos por 20 soldados españoles bajo el mando del Capitán Juan Domínguez de Mendoza.  Cerca de año nuevo de 1684, los soldados junto con los sacerdotes y Sabeata además de un número grande de indios abandonaron el lugar para llegar a la tierra de los Jumanos.  Cerca del 17 de enero, la expedición llegó a un poblado de los indios cíbolos en el río Pecos, probablemente río abajo de la actual Pecos en Texas.  Juan Sabeata se adelantó para preparar a los indios para dar la bienvenida a los españoles quienes lo hicieron con un estilo magnífico, con salvas de mosquete, incluyendo el arcabuz de Sabeata (lo cual iba en contra de una prohibición española a los indios del uso de armas de fuego).
Sabeata y los indios persuadieron al reticente Domínguez de Mendoza para asistirles contra los apaches.  La expedición, asistida por un gran número de indios, continuó su marcha, ahora en dirección al este hacia el río Concho y enviando patrullas para buscar apaches.  Aparentemente no encontraron apaches en persona, pero varios caballos fueron robados durante una incursión apache.  Una de las cosas interesantes de la narración es que los Jumanos poseían caballos en este tiempo siendo uno de los registros españoles más tempranos mencionando indios montados en los Estados Unidos.
Las relaciones entre Domínguez y Sabeata se fueron deteriorando.  El 19 de febrero, Domínguez acusó a Sabeata de mentir sobre la amenaza apache.  Al mismo tiempo Sabeata se hizo consciente de que los españoles estaban más interesados en caza la de bisontes que en luchar contra los Apaches o extender el evangelio cristiano.  Sabeata abandonó la expedición junto con algunos Jumanos, a pesar de que muchos de los indios quedaron con Domínguez. El español y los indios restantes continuaron su exploración hacia el este.  Su ruta parece haber sido por el paso Middle Fork en el río Concho cerca del actual San Angelo, Texas hacia el río Colorado donde acamparon por casi dos meses para cazar bisontes.  Su campamento pudo haber sido cercano al presente Ballinger, Texas.  Durante la expedición, los españoles y sus acompañantes indios mataron cerca de 5156 bisontes, y preservaron cuidadosamente las pieles para venderlas en su regreso a Nuevo México.  Los sacerdotes bautizaron centenares de indios.
La valoración de la amenaza por parte de Sabeata de los Apaches fue aparentemente acertada, pues el campamento español fue atacado en varias ocasiones.  Un soldado español fue herido y dos indios fueron asesinados.  Domínguez, aun así, en sus diarios escritos acusó a Sabeata de conspirar para matar a los españoles y declaró que tenía mala reputación entre los indios. La mayoría de los indios que acompañaban a Domínguez fueron abandonando el campamento por lo que este temió un ataque apache. Ya con un grupo agotado y mermado rompió campamento en mayo y regresó a prisa a El Paso.

## Búsqueda de aliados
Con el fracaso de su esfuerzo para conseguir la implicación de los españoles en la disputa con los Apaches en las Grandes Llanuras del sur, Sabeata se dirigió a los franceses. La Salle acababa de establecer una colonia en el oriente de Texas y en 1686 un dirigente jumano, probablemente el propio Sabeata, se presentó ante el francés, se declaró enemigo de los españoles, y solicitó ayuda francesa contra los Apaches.  El fracaso de la misión de La Salle impidió que esta petición fuera llevada a cabo.
Entre las actividades de Sabeata se encontraba el comercio.  Con contactos tanto en los mundos indio y español, él y los Jumanos eran intermediarios, trayendo bienes españoles a indios en Texas oriental, e intercambiándolos por productos indios, mayoritariamente pieles de bisonte.  Había ferias de comercio bien organizadas en Texas, posiblemente anteriores a la llegada de los españoles.
En 1688, regresa a La Junta.  Fue nombrado como gobernador de los indios por los españoles, quedando sus altercados con Mendoza aparentemente olvidados.  Juan de Retana fue ordenado para reunir una fuerza de 90 arcabuceros españoles y aliados indios y expulsar a los franceses del este de Texas.  A Sabeata le fue ordenado reclutar fuerzas indias como aliadas y esperar la llegada del contingente español en La Junta.  Retana era el comandante del presidio de San Francisco de Conchos cerca de la cabecera del río Conchos.  En su marcha hacia el norte decidió atacar a las los indios tobosos quienes luchaban contra los españoles principalmente en reacción contra las incursiones en busca de esclavos.
Cuando Sabeata recibió la noticia de que Retana se retrasaba, decidió ir contra los franceses por su propia cuenta.  Dejó La Junta, llevado a cabo su propio reconocimiento, fue capaz de informar a Retana que el poblado francés en Texas oriental había sido destruido por los indios y la mayoría de los franceses asesinados, sobreviviendo sólo ocho o nueve personas que se asentaron con los indios tejas.  Cuatro o cinco de los franceses pidieron ir con Sabeata a los poblados españoles, y marcharon con él durante tres días.  Aun así temiendo que el grupo podría ser atacado por coahuiltecos, y careciendo del valor de Sabeata, decidieron volver a sus poblados.  Dieron a Sabeata dos páginas desgarradas de sus libros y una pintura sobre pergamino de un barco para que demostrara ante los españoles que eran realmente franceses.
Sabeata aparece nuevamente en los registros españoles en 1690, cuando un sacerdote español que trabajaba nuevamente en una misión española establecida con los Hasinai (Caddo) en Texas del este, le pidió llevar una carta a las autoridades españolas en El Paso. Un año más tarde llevaría dos cartas más al Gobernador de Coahuila.  Las cartas solicitaban que soldados fueran asignados a las misiones para protegerlas de los franceses.
Parece que Sabeata, los Jumanos, y otras tribus indias ahora pasaban los inviernos viviendo en el Eagle Pass sobre el río Grande y los veranos se trasladaban para cazar búfalos en el Texas Hill Country junto al río Guadalupe, aparentemente empujados fuera de su patria a lo largo del río Concho más al norte.  Sabeata también aparentemente continuó sus visitas frecuentes a las autoridades españolas en El Paso y Parral.
En 1691, una expedición española visitó un campamento con una población estimada de 3000 personas entre Jumanos y otras tribus en el río Guadalupe.  Sabeata organizó una bienvenida que incluyó una procesión que presentó una cruz de madera (presuntamente la misma que había descendido del Cielo para asistir a los Jumanos en una batalla contra los Apaches en la década anterior).  El jefe de la tribu cíbola y sus gentes mostraron una imagen de Nuestra Señora de Guadalupe y el jefe de los Catqueasas, quien hablaba correctamente español, dio un beso en la mano del Sacerdote al estilo católico.  Fue "un espectáculo espléndido de piedad y devoción" y Sabeata realizó la petición una vez más de que una misión española se estableciera entre su gente.  El español objetó diciendo que los Jumanos visitaban los poblamientos españoles anualmente y no tenían ninguna necesidad de misiones entre ellos. Tras esto los españoles detectaron una tendencia subyacente de hostilidad entre los indios y declinaron continuar acampados con ellos.
En 1692, Sabeata organizó una campaña contra los indios chisos quienes habían atacado a su pueblo en La Junta.  Esta es la última entrada en los registros españoles sobre su figura.  Pueda haber muerto o haber sido asesinado entre 1692 o 1693.

## Importancia
Sabeata es uno de los pocos indios que emergen de los registros españoles como un individuo.  Sus apelaciones a los españoles (y los franceses) para proteger a los Jumanos de sus enemigos fallaron.  Vivió un tiempo en que los españoles eran débiles y en retiro en su frontera del norte y con pocos recursos para extender su control más allá unas cuantas ciudades. 
Mucho de lo que sabemos sobre los indios de Texas durante estos tiempos provienen de Sabeata filtrado a través de los ojos de los españoles.  Es sabido que cruzó Texas cerca de al menos ocho ocasiones y haber realizado numerosas visitas a El Paso, Parral, y otras poblaciones españolas en Texas y México.  Fue aceptado no sólo como dirigente de los Jumanos, sino también como portavoz por las numerosas bandas y tribus tonkawa, caddoanas, y coahuiltecas que habitaron Texas central y meridional.  Con la desaparición de Sabeata del registro histórico en 1692, los Jumanos también desaparecieron pronto.  En 1716, los Jumanos aparecen otra vez en los registros españoles, pero aliados de sus enemigos anteriores, los Apaches, y en 1771 viene su última mención como pueblo independiente.